# Verteuil-sur-Charente
Verteuil-sur-Charente – miejscowość i gmina we Francji, w regionie Nowa Akwitania, w departamencie Charente.
Według danych na rok 1990 gminę zamieszkiwały 714 osoby, a gęstość zaludnienia wynosiła 50 osób/km² (wśród 1467 gmin regionu Poitou-Charentes Verteuil-sur-Charente plasuje się na 424. miejscu pod względem liczby ludności, natomiast pod względem powierzchni na miejscu 620.).